# St. Martin (Schneeren)
Die Kirche St. Martin war die katholische Kirche in Schneeren, einem Stadtteil von Neustadt am Rübenberge in der Region Hannover in Niedersachsen. Zuletzt gehörte die Kirche zur Pfarrgemeinde St. Peter und Paul mit Sitz in Neustadt am Rübenberge, im Dekanat Hannover des Bistums Hildesheim. Die nach dem heiligen Martin von Tours benannte Kirche befand sich gegenüber dem Dorfteich, auf dem Grundstück Alter Sandberg 13. Die nächstliegende katholische Kirche befindet sich heute im etwa zehn Kilometer entfernten Neustadt am Rübenberge.

## Geschichte
1968/69 wurde die Kirche als Filialkirche von St. Marien in Rehburg erbaut, am 7. Juni 1969 erfolgte ihre Benediktion. Zuvor fanden katholische Gottesdienste in der evangelischen Kirche Zum Guten Hirten statt oder ein Kirchbus fuhr nach Rehburg.
Am 12. Juni 2009 erfolgte die Profanierung durch Generalvikar Werner Schreer, und später der Abriss. Ihr Kreuzweg kam in die evangelische Kirche, den Großteil der Innenausstattung jedoch bekam die im Bosnienkrieg beschädigte Kirche St. Philippus und Jacobus in Mrkonjić Grad in Bosnien-Herzegowina. 

## Architektur und Ausstattung
Die Kirche wurde als Fertigteilkirche mit freistehendem spitzen Turm erbaut und befand sich in rund 65 Meter Höhe über dem Meeresspiegel.